# Ponta Praião
Ponta Praião (portug. für „Strand-Spitze“) ist eine Landzunge und im Nordostzipfel des Distrikts Cantagalo auf der Insel São Tomé in São Tomé und Príncipe.

## Geographie
Die Landzunge liegt südlich des Rio Manuel Jorge und von Praia Melão und bildet den östlichsten Punkt der Insel São Tomé. Auf dem Gelände befindet sich die Großsendeanlage Sender São Tomé, welcher vom Radiosender Voice of America (Voz America) genutzt wird.
Am südwestlichen Übergang zum Festland liegt die historische Praia das Pombas („Strand der Tauben“).